# Paleontologija
Paleontologíja (grško παλαιός: palaoós - star, nekdanji, starodaven + ὄν: ón, óntos - bitje + λόγος: lógos - beseda, govor, pojem; misel, razum, mišljenje, presojanje; računanje, veda + pripona ια) je znanstvena veda, ki se ukvarja s preučevanjem razvoja življenja na Zemlji. Njihov predmet preučevanja so arhaične rastline in živali, oziroma njihovi fosilni ostanki. Veda obsega preučevanje telesnih ostankov, sledi, grobov, fosiliziranih izločkov (koprolitov), kemičnih ostankov...
Znanstvenik, ki preučuje izumrla živa bitja, se imenuje paleontolog. Pri tem si pomaga z npr. fosilnimi ostanki kosti, zob, listov...